# Loboserica gracilis
Loboserica gracilis är en skalbaggsart som beskrevs av Hermann Julius Kolbe 1914. Loboserica gracilis ingår i släktet Loboserica och familjen Melolonthidae. Inga underarter finns listade i Catalogue of Life.